# Andrei Crăciun
Andrei Crăciun (n. 23 iulie 1983, Târgoviște) este un jurnalist și scriitor român, cunoscut pentru activitatea sa publicistică, literară și pentru contribuția la presa independentă din România. 
În 2007 a absolvit Facultatea de Științe Politice din cadrul Universității din București.
În 2014 a obținut un master în cultură și civilizație ebraică, la Centrul de Studii Ebraice „Goldstein-Goren” din cadrul Facultății de Litere de la Universitatea din București.
În 2022 a devenit, summa cum laude, doctor. în științe politice la Faculatea de Științe Politice, Universitatea din București, cu o teză despre biografia politică a lui Panait Istrati.
Andrei Crăciun este, începând din 2005, ziarist de presă scrisă și a publicat în cele mai importante gazete ale epocii (Evenimentul zilei, Adevărul, România liberă, Cotidianul, Gazeta sporturilor etc.). Este unul dintre fondatorii Recorder, cel mai vizionat proiect de jurnalism video independent din România. Din 2013 este freelancer.
Andrei Crăciun scrie cronică de teatru, cronică literară, cronică sportivă și cronică de film. Este editorialist, reporter și portretist. A intervievat cei mai importanți artiști din România din ultimul deceniu și jumătate. 
A fost distins cu numeroase premii, printre care „Premiul Ioan Chirilă” (2005), „Cel mai bun editorialist” (2011, Clubul Român de Presă) și multiple distincții în cadrul „Premiile Superscrieri”. 
Textele sale au fost publicate și recenzate în reviste și publicații culturale importante, precum Suplimentul de cultură, Gândul, Revista Timpul, Luceafărul, HotNews etc. 
Andrei Crăciun este și scriitor. A publicat peste treizeci de volume de proză, poezie, eseuri și biografii romanțate. A fost inclus în proiectul european Connecting Emerging Literary Artists și tradus în italiană, portugheză, spaniolă și neerlandeză.

## Studii
În 1989 este înscris la Gimnaziul „Carol I”, din Plopeni, județul Prahova, absolvă în 1997 și este șef de promoție.
Urmează cursurile Colegiului Național „Ion Luca Caragiale” din Ploiești, la profilul Istorie-Științe Sociale. În 2001 susține examenul de Bacalaureat, obținând următoarele calificative: literatură universală – 10, limba și literatura română scris – 9.50, limba și literatura română oral – 10, limba franceză oral – 10, psihologie – 9.45, istorie – 9.90.
În 2007 obține licența în Științe Politice la Facultatea de Științe Politice din cadrul Universității din București.
În 2013 obține o bursă la Tel Aviv International University (The Naomi Prawer Kadar International Yiddish Programme).
În 2014 obține un master în „Cultură și Civilizație Ebraică”, la Centrul „Goldestein-Goren”, la Facultătea de Litere din cadrul Universității București.
În 2018 urmează Cursuri de creative writing la „Escuela de Escritores”, Madrid.
În 2022 obține titlul de Doctor (summa cum laude, distincția academică maximă) în științe politice la Facultatea de Științe Politice din cadrul Universității din București, cu o teză despre biografia politică a lui Panait Istrati

## Scrieri

### Publicistică
- Baricadele, Editura Humanitas, București, 2014
- Baricadele II, Editura Herg Benet, București, 2016
- Baricadele III, Editura Hyperliteratura, București, 2017
- Baricadele IV, Editura GRI, București, 2019
- Baricadele V, Editura Zugzwang, București, 2022
- Baricadele VI, Editura Zugzwang, București, 2022
- Baricadele VII, Editura Zugzwang, București, 2022
- Baricadele VIII, Editura Zugzwang, București, 2023
- Baricadele IX, Editura Zugzwang, București, 2023
- Baricadele X, Editura Zugzwang, București, 2024
- Baricadele XI, Editura Zugzwang, București, 2024
- Baricadele XII, Editura Zugzwang, București, 2024
- Baricadele XIII, Editura Zugzwang, București, 2024
- Supraviețuitorii, Editura HASEFER, București, 2024

### Proză scurtă
- Pălăria albastră și alte povestiri, Editura Herg Benet, București, 2015
- Îndurabile, Editura Herg Benet, București 2017
- La Paris, nimic din toate astea nu contează, Editura Herg Benet, 2018

### Poezie
- Poezii pentru acea necunoscută, Editura Herg Benet, București 2015
- Toată poezia lumii, Editura Hyperliteratura, București, 2017
- Socrate, mai ai ceva de spus?, Editura Zugzwang, București, 2022
- Apoi s-a întâmplat viața, Editura Zugzwang, București, 2022
- Zeii erau fericiți, muzele depravate, Editura Zugzwang, București, 2023
- Respiro, Editura Zugzwang, București, 2024

### Poeme-Roman
- Aleea Zorilor, Editura Polirom, București, 2017
- Și fericirea era obligatorie, Editura Polirom, București, 2019
- Turbo, Editura Nemira, București, 2024

### Biografii romanțate
- Cioran. Ultimul om liber[6], Editura Polirom, București, 2020
- Povestea lui Ion Creangă[7], Editura Muzeelor Literare, Iași, 2018
- Nomadul, Editura Zugzwang, București, 2023

### Teatru
- Piesa de teatru „Paradisul” jucată în spectacol-lectură în cadrul Festivalului Internațional de Teatru Pentru Publicul Tânăr Iași
- Dramatizarea textului „Nuntă în cer” (de Mircea Eliade)[8], la Teatrul Dramaturgilor Români

### Scenarii de film
Scenariul filmului documentar Hai, România! Povestea Generației de Aur, cel mai urmărit film documentar din istoria României în cinematografe

### Romane
- Nu mai suntem nemuritori, Editura Herg Benet, București, 2019
- Viața de apoi a poetului, Editura Nemira, 2021
- Prietenul visătorilor și al învinșilor, Editura Polirom, 2021
- Bilili, Editura Paralela 45, București, 2022

### Altele
- „Panait Istrati. O biografie politică”, teză de doctorat, Editura Zugzwang, București, 2024
- Autor în „Cele mai bune texte. Antologie. Revista Zugzwang. Anul I”, Editura Zugzwang, 2022,
- Autor în „Cele mai bune texte. Antologie. Revista Zugzwang. Anul II”, Editura Zugzwang, 2022
- Autor-invitat în volumul colectiv „Viața pe facebook. Dau like, deci exist”, Editura Polirom, 2020
- Autor-invitat în volumul colectiv „Scriitori la poliție”, Editura Polirom, 2017
- Autor-invitat în volumul colectiv „Bucureștiul meu”, Editura Humanitas, 2016
- Autor-invitat în volumul colectiv „De la Walters la Similea”, Editura Humanitas, 2013
- Autor-invitat în volumul colectiv „Prima dată”, Editura Art , 2013
- Autor-invitat în volumul colectiv „Moș Crăciun & co.”, Editura Art, 2012
- Co-autor la „Teroriștii printre noi – Adevărul despre ucigașii revoluției”[10], Editura Adevărul, 2011

## Premii și recunoaștere
Andrei Crăciun a fost distins de-a lungul carierei sale cu premii importante din domeniul jurnalismului și literaturii:
- Premiul Talentul anului, în anul 2005, oferit în cadrul galei „Premiile Ioan Chirilă” organizate de fundația artEst Foundation condusă de Iarina Demian.
- Premiul Cel mai bun tânăr ziarist de cultură din România, în anul 2010, oferit de Fundația Freedom House
- Premiul Cel mai bun editorialist din România, în anul 2011, oferit de Clubul Român de Presă.
- Premiul Cel mai bun reporter din România, în anul 2012, oferit în cadrul galei „Premiile Superscrieri” organizate de Fundația Friends for Friends.
- Mai multe distincții la categoriile „Portret”, „Opinie”și „Reportaj”, în anii 2011, 2015, 2018, 2019, oferite în cadrul galei  „Premiile Superscrieri” organizate de Fundația Friends for Friends.
- Premiul pentru cea mai bună carte de proză scurtă, în anul 2015, oferit de revista Tiuk!.
- Premiul pentru Cea mai bună investigație în anul 2019, oferit colectivului „Să fie lumină”, din care Andrei Crăciun a făcut parte, în cadrul galei  „Premiile Superscrieri” organizate de Fundația Friends for Friends

## Apariții media
- Andrei Crăciun: „Și după atîția ani, cheia inimii a rămas, pentru noi, cei copilăroși, tot o minge de fotbal”, interviu realizat de Cristian Teodorescu, Cațavencii, 26 iunie 2024
- Despre filmul documentar „Povestea Generației de aur”, emisiune realizată de DC News, trasmisă live pe 28 februarie 2024
- Andrei Crăciun despre Panait Istrati, autor Ion N. Oprea, Luceafărul, 28 ianuarie 2023
- Andrei Crăciun: „Orice autor este în personajele sale.”, interviu realizat de Cătălin Stanciu, Revista Psyche, 7 noiembrie 2022
- Interviu cu jurnalistul și scriitorul Andrei Crăciun, realizat de Robert Șerban, 29 august 2022
- Vreau să știu, podcast realizat de Cătălin Oprișan, episodul din 15 iulie 2022
- Andrei Crăciun o dată, de două ori, de trei ori, autor Viorel Ilișoi, 18 mai 2022
- Andrei Crăciun: „Poezia e peste tot și e în toate. Trebuie doar să ne deschidem ochii și inima…”, interviu realizat de  Sever Gulea, Libris, 29 noiembrie 2021
- Andrei Crăciun: „Maradona va dăinui la Napoli și după ce se va termina civilizația sapienșilor”, interviu realizat de Andrei Zbîrnea, 20 noiembrie 2021
- Andrei Crăciun: „Voi continua să citesc ziare și în timpul morții mele”, interviu realizat de Cristian Teodorescu, 6 octombrie 2021
- Boomerul și Milenialu’, podcast realizat de Silviu Petcu și Alexandru Zob, episodul din 13 iulie 2021
- Andrei Crăciun: „Eu cred în muncă, nu în talent”, autor Andreea Postolache, 20 ianuarie 2021
- Interviu cu scriitorul Andrei Crăciun, realizat de Mihaela Ivancica, Gândul, 26 septembrie 2020
- Zest, podcast realizat de Sabina Varga, episodul 17, 16 decembrie 2019
- Interviu cu scriitorul Andrei Crăciun, realizat de Andra Petrariu, Suplimentul de cultură, 1 aprilie 2019
- Love Story Education, autor Eugen Istodor, HotNews, 28 septembrie 2018
- Andrei Crăciun: „Ne învârtim ca proștii pe un pietroi prin cosmos, care nu duce nicăieri”, interviu realizat de Horia Ghibuțiu, 2 septembrie 2018
- Porția de carte, autor Petre Dobrescu, Libertatea, 14 septembrie 2018
- Ce fac jurnaliștii care nu mai vor patron?, moderator Cristian Coman, 5 aprilie 2018
- Scriitorul și jurnalistul Andrei Crăciun: „Nu cred în ideea de competiție în literatură”, autor Dana Mischie, Adevărul, 21 noiembrie 2017
- Andrei Crăciun: „Nu mai știu când am plătit un bilet la spectacol. E grav, știu”, interviu realizat de Horia Ghibuțiu, 29 mai 2017
- Interviu cu jurnalistul și scriitorul Andrei Crăciun, realizat de Robert Șerban, Banatul azi, 3 mai 2017
- Interviu cu Andrei Crăciun, autorul cărții „Poezii pentru acea necunoscută”, realizat de Emanuela Istrate, 3 aprilie2017
- Andrei Crăciun: „Cărțile au fost refugiul și salvarea mea”, interviu realizat de Dan Boicea, Ziarul Metropolis, 26 mai 2016
- Șezători cu scriitori, autor Andreea Badoiu, IQads, 3 decembrie 2015
- Andrei Crăciun: „Prima mea amintire este un cuvânt”, interviu realizat de Horia Ghibuțiu, 1 iunie 2014
- Andrei Crăciun, "juniorul" care joacă la seniori, autor Adam Popescu, Evenimentul zilei, 30 octombrie 2008
- Andrei Craciun, primul talent descoperit la Premiile Ioan Chirilă, autor Adam Popescu, Evenimentul zilei, 23 octombrie 2008

## Colaborări
Printre cele mai importante publicații cu care a colaborat Andrei Crăciun se numără:
- Suplimentul de cultură
- We Love Sport
- Libertatea
- Catchy
- Dela0
- Gazeta Sporturilor